# 异齿冬青
异齿冬青（学名：Ilex subrugosa）是冬青科冬青属的植物，是中国的特有植物。分布于中国大陆的四川、云南等地，生长于海拔1,200米至2,300米的地区，见于山地及沟边林中，目前已由人工引种栽培。

## 别名
次糙冬青（峨眉植物图志），突脉冬青（云南种子植物名录）